# Kelly Hand
Kelly Hand (28 de mayo de 1975) es una deportista canadiense que compitió en vela en la clase Laser Radial. Ganó una medalla de oro en el Campeonato Mundial de Laser Radial de 1999.

## Palmarés internacional
| \| Campeonato Mundial \| Campeonato Mundial \| Campeonato Mundial \| Campeonato Mundial \| \| Año \| Lugar \| Medalla \| Clase \| \| ------------------ \| --------------------- \| ------------------ \| ------------------ \| \| 1999 \| La Rochelle (Francia) \| Medalla de oro \| Laser Radial \| |                       |                |              |
| Campeonato Mundial |                       |                |              |
| Año | Lugar                 | Medalla        | Clase        |
| 1999 | La Rochelle (Francia) | Medalla de oro | Laser Radial |